# الناصري (الحديدة)

تعديل مصدري - تعديل

الناصري هي إحدى قرى مديرية الضحى، التابعة لمحافظة الحديدة اليمنية، بلغ تعداد سكانها 1160 نسمة حسب الإحصاء الذي أجري عام 2004.